# Ashraf Sobhy
Ashraf Sobhy (ou Sobhi), est un homme politique égyptien. Il est, depuis juin 2018, le ministre de la Jeunesse et des Sports égyptien.

## Biographie
Ashraf Sobhy Mohammed Hussein Amer est né à Sharkia en Égypte. Il va occuper plusieurs fonctions dans le monde du sport avant de s'investir dans la politique. En 2009, il occupe le poste de directeur exécutif du club Emirati Baniyas. Il a été aussi directeur des relations publiques pour le club de football le Zamalek Sporting Club, chef de l'institution du stade du Caire de 2012 à 2014. Puis il accepte le poste de vice-directeur du ministère égyptien de la Jeunesse et des Sports. En avril 2016, il démissionne de son poste de vice-directeur. Ashraf Sobhy est aussi l'un des membres du personnel académique de l'université d'Helwan..

### Ministre de la Jeunesse et des Sports
En juin 2018, à la suite de la démission du ministre de la Jeunesse et des Sports Khaled Abdelaziz, il est nommé à son poste
Lors de son mandat, l'Egypte est désigné pour organiser la CAN 2019. De plus il lance un projet de candidature de l'Egypte pour l'organisation de la Coupe du monde de football 2030.
À la suite de la victoire de l'Algérie à la CAN 2019, dans la polémique Rihad Mahrez accusé de n'avoir pas salué le Premier ministre égyptien, il défend le joueur en démentant l'information.